# Windows 8
Windows 8 (engl. Windows 8) je sledbenik operativnog sistema Windows 7. U prodaju je izašao 26. oktobra 2012. Velika promena u odnosu na prethodnika je početni ekran koji je dizajniran u Metro stilu. Postoje nekoliko izdanja: Windows 8, Windows 8 Pro Windows Update, Windows 8 Enterprise i Windows RT (RunTime).
Windows 8 ima drugačiju radnu površinu nego Windows 7 što, po proceni proizvođača, olakšava rad na računaru. Windows 8 ima verziju za tablete (tablične računare).

## Kritikovanje
Windows 8 je naišao na mješoviti prijem. Iako je reakcija na poboljšanja performansi, sigurnosna poboljšanja te poboljšanu podršku za tač-skrin uređaje bila pozitivna, novo korisničko sučelje za operativni sistem je široko kritikovano jer je potencijalno zbunjujuće i teško za učenje (pogotovo kada se koristi sa tastaturom i mišem umjesto zaslona osjetljivog na dodir) zbog početnog ekrana. Uprkos tim nedostacima, 60 miliona Windows 8 licenci je prodato do januara 2013, taj broj obuhvata nadogradnje i prodaju originalne opreme za nove računare.

### Popravak
Dana 26. juna 2013, Majkrosoft je objavio javnu beta verziju, prvo veliko unapređenje za operativni sistem, Windows 8.1. Ažuriranje je namijenjeno kao rješavanje za niz aspekata Windows-a 8 koje su kritikovali gosti i rani kupci (kao što je uklanjanje dugmeta Start iz trake sa zadacima), a takođe će sadržati dodatna poboljšanja raznih aspekata operativnog sistema, a 31 septembra 2014. Windows 10 je vratio početni meni.

## Literatura
- Paul, Ian (20. 11. 2012). „Downgrading from Windows 8 to Windows 7: What you need to know”. PC World. IDG. Приступљено 21. 11. 2012.—Analysis of Windows 8 downgrade rights

## Spoljašnje veze
- Zvanični veb-sajt